# 孫邵
孫 邵（そん しょう）は、中国後漢末期から三国時代の人物。字は長緒。青州北海郡出身。呉の初代丞相。

## 生涯
身長は8尺あったと伝わる。孔融から功曹に採り立てられ、劉繇に従い江東へ下った。その後、孫権に仕えて廬江太守・長史などを歴任し、よく外交政策を提言した。黄武元年（221年）、張昭を押し退けて初代丞相となり、威遠将軍・陽羡侯となった。一時張温と曁艶に讒言され辞意を表明したが、孫権の許しにより復職した。
黄武4年（225年）夏5月、63歳で没した。後任には顧雍が任命された。
呉の初代丞相を務めたほどの人物でありながら、『三国志』呉志には伝が立てられておらず、詳細な事績は呉主（孫権）伝において裴松之が引用した『呉録』に記されているのみである。これは、陳寿の書いた『三国志』呉志 が韋昭らの書いた『呉書』に基づいているからだとされており、その韋昭が孫邵と折り合いの悪い張恵恕（張温）の派閥に属していたからであると、同じく裴松之が引用した『志林』において、著者の虞喜の疑問に答える形で劉声叔が述べている。
小説『三国志演義』には登場しない。